# Jocs Olímpics d'Hivern de la Joventut de 2016
Els Jocs Olímpics d'Hivern de la Joventut de 2016 es van dur a terme al voltant de Lillehammer, Noruega, entre el 26 de febrer i 6 de març de 2016. Van ser la quarta edició dels Jocs Olímpics Juvenils i la segona edició d'hivern. Lillehammer va ser nomenada seu dels Jocs el 7 de desembre de 2011 com l'únic candidat. Els Jocs reutilitzaren les instal·lacions dels Jocs Olímpics d'Hivern de 1994. A més de Lillehammer, l'esport es disputà a Hamar, Gjøvik i Øyer.

## Elecció de l'amfitrió
Lillehammer va ser l'única ciutat nominada pels jocs. El Comitè Olímpic Noruec va parlar amb les autoritats noruegues i regionals per investigar una oferta i finalment va presentar una oferta per al COI. Després de la data límit per a la licitació, eren l'única ciutat. Lillehammer va ser seu de la Jocs Olímpics d'Hivern de 1994. Es va presentar per als Jocs Olímpics d'Hivern de la Joventut de 2012, però no va aconseguir convertir-se en un candidat. Lake Placid, Lucerna, Saragossa i Sofia van expressar interès en la licitació però finalment no va presentar cap oferta.
 El 7 de desembre de 2011, Lillehammer va ser seleccionada pel Comitè Olímpic Internacional com la ciutat seu dels Jocs Olímpics d'hivern de la Joventut de 2016.

## Organització
El gener de 2012, Siri Hatlen va ser designat com a cap del Comitè Organitzador de Lillehammer 2016. A la cerimònia de clausura dels Jocs Olímpics d'Hivern de la Joventut de 2012 a Innsbruck, es va lliurar a Lillehammer la bandera olímpica.

## Instal·lacions

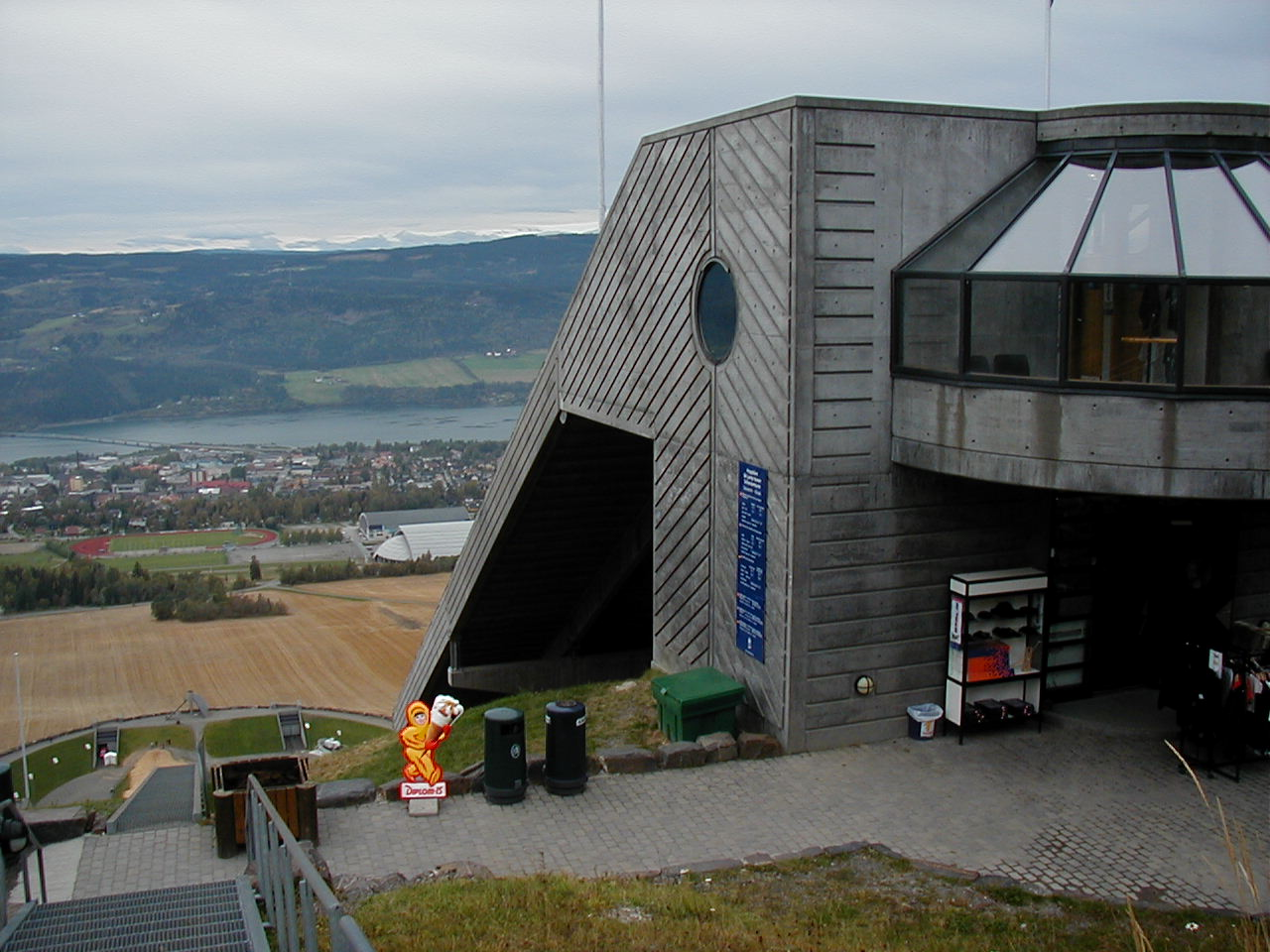
Com la resta d'instal·lacions, Lysgårdsbakkene va ser construït amb motiu dels Jocs Olímpics d'Hivern de 1994

S'utilitzaren nou competicions i onze instal·lacions de no-competició. Els jocs es dugueren a terme en quatre municipis: Lillehammer, Hamar, Gjøvik i Øyer. Els tres primers es troben al llac de Mjøsa i cada un té uns 27.000 habitants, mentre que Øyer té 5.000 habitants i està situada a la vall de Gudbrandsdalen. Hi hagué cinc seus de competició a Lillehammer, dos a Hamar i una a Gjøvik i Øyer.
A Lillehammer, la doble pista de salts d'esquí de Lysgårdsbakkene té una capacitat de 35.000 espectadors. El turó gran té una mida de 138 i un punt-K de 120, mentre que el turó normal té una mida de 100 i un punt-K de 90. Birkebeineren Ski Staduim fou la seu d'esquí de fons, biatló i combinada nòrdica, amb el mateix estadi amb una capacitat per 31.000 espectadors durant l'esquí de fons i 13.500 durant el biatló. A més, els espectadors van poder veure-ho al llarg de les vies. Kanthaugen Freestyle Arena Arena té una capacitat per a 15.000 espectadors i fou seu d'esquí acrobàtic i surf de neu.
La pista olímpica de bobsleigh i luge es troba a Hunderfossen i va ser l'única pista de bob, luge i tobogan que es troba als països nòrdics. El Kristins Hall acollí tant l'hoquei sobre gel com el cúrling. Gjøvik Olympiske Fjellhall comptà amb els esdeveniments en patinatge de velocitat sobre pista curta. A Hamar, Vikingskipet acollirà patinatge de velocitat sobre pista llarga i l'amfiteatre olímpic acollirà el patinatge artístic. L'esquí alpí i el surf de neu es dugueren a terme a Hafjell, a Øyer.
Stampesletta, un complex poliesportiu prop del Kristins Hall, fou la seu de les cerimònies d'obertura i clausura. Les cerimònies de medalles tingueren lloc a la plaça del poble. Els atletes s'allotjaren en dues viles olímpiques, una a Lillehammer per als esdeveniments d'allà i d'Øyer i una altra a Hamar per als esdeveniments de Hamar i Gjøvik. La vila de Lillehammer encara sense construir es compongué d'apartaments d'estudiants en combinació amb un hotel i complex d'apartaments. Usaren Håkons Hall per sopar. El poble d'Hamar hi hagué l'Hotel Scandic Hamar. A més, hi ha cinc centres culturals designats a Lillehammer: Kulturhuset Banken, Lillehammer kunstmuseum, Høgskolen i Lillehammer, Maihaugen i la Nansenskolen El Centre Principal de Mitjans fou situat a Mesna videregående skole, que és adjacent a Stampesletta.
Totes les instal·lacions de competició es van construir abans dels Jocs Olímpics d'Hivern de 1994. El Kristins Hall és l'únic lloc que no s'utilitzà durant aquells Jocs, mentre que Håkons Hall i Kvitfjell s van utilitzar. Aquests dos però no van ser utilitzats per als Jocs de la Joventut.